# Giallo

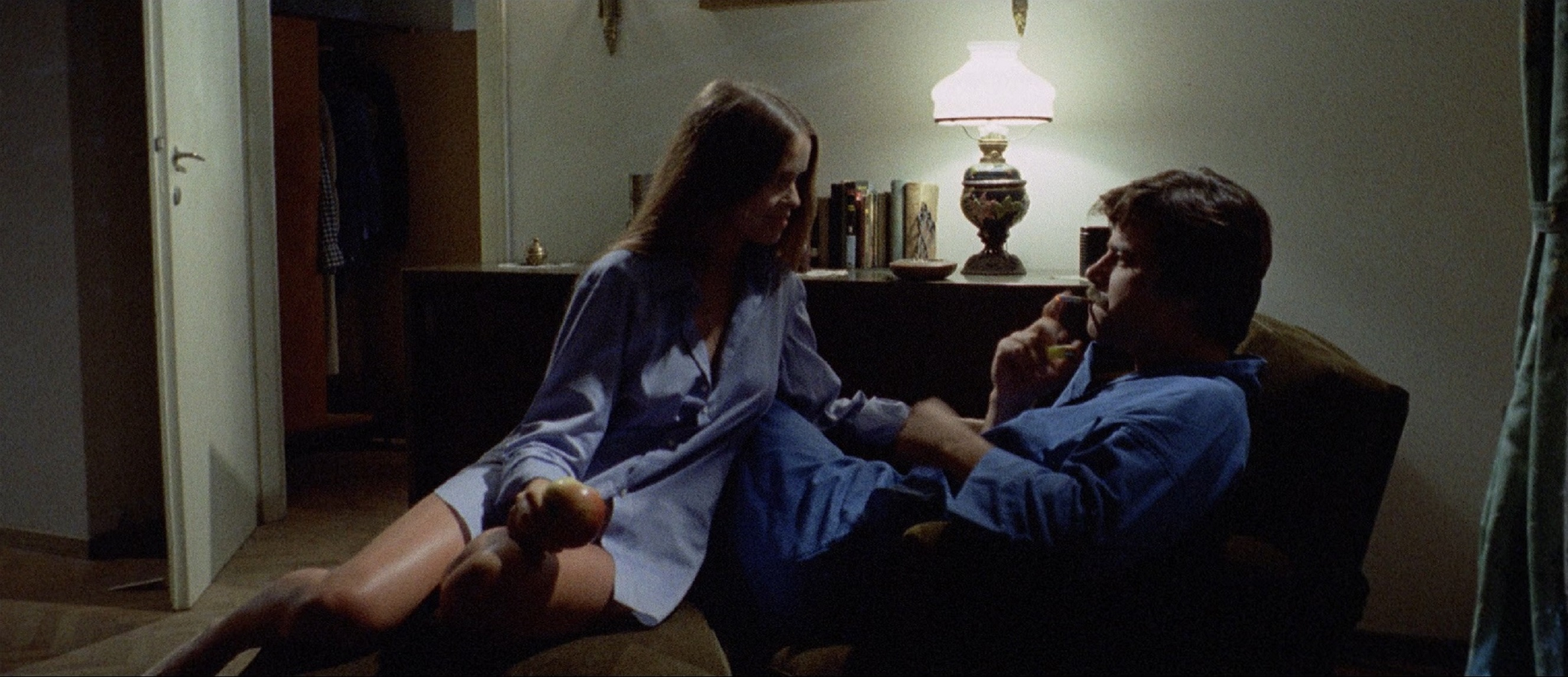
Barbara Bach och Jean Sorel i Short Night of Glass Dolls

Gialli (plural) är en italiensk form av eleganta skräckbetonade thrillrar. Filmerna innehåller ofta mycket våld och avklädda kvinnor och kan ses som en föregångare till slasher-genren. Benämningen Giallo kommer ifrån italienskans ord för gul som också var den färg förlaget Mondadoris pocketdeckares omslag hade haft sedan 1920-talet. Pionjärer inom genren är Mario Bava och Dario Argento.

## Historia
Mario Bava är den som anses ha lagt grunden till genren med sin film La ragazza che sapeva troppo från 1963. Det är en svartvit film starkt inspirerad av den våg av krimis som hade dominerat i Tyskland på 1950-talet. När Bava året därpå gjorde Blod och svarta spetsar i färg hade såväl grundformeln med ett mordmysterium som en central del av handlingen och en filmiskt mustig och färgrik palett utvecklats.
Dario Argento var viktig för genrens utveckling. Hans Ljudet från kristallfågeln (1970) använde ett djärvt kameraarbete och ett psykologiskt motiv för morden, saker som går igen i nästan alla efterföljande filmer i genren. Mördarens bakgrund och en pseudopsykologisk förklaring till brotten utforskas ibland in absurdum.
Lucio Fulcis The New York Ripper (1982) är en av genrens svarta får då våldet i filmen är så grovt och kvinnosynen så misogynistisk.[källa behövs]

## Urval av filmer
- La ragazza che sapeva troppo (1963) (Mario Bava)
- Sei donne per l'assassino (1964) (Mario Bava)
  - svensk titel Blod och svarta spetsar
- L'uccello dalle piume di cristallo (1970) (Dario Argento)
  - svensk titel Ljudet från kristallfågeln
- Ragazza tutta nuda assassinata nel parco (1972) (Alfonso Brescia)
  - engelsk titel Naked Girl Killed in the Park
- Tutti i colori del buio (1972) (Sergio Martino)
  - engelsk titel All the Colors of the Dark
- Gatti rossi in un labirinto di vetro (1975) (Umberto Lenzi)
  - engelsk titel Eyeball
- Nude per l'assassino (1975) (Andrea Bianchi)
  - engelsk titel Strip Nude for Your Killer
- La casa dalle finestre che ridono (1976) (Pupi Avati)
  - svensk titel Huset med de skrattande fönstren
- La ragazza dal pigiama giallo (1977) (Flavio Mogherini)
  - engelsk titel The Girl in the Yellow Pyjamas
  - alternativ engelsk titel The Pyjama Girl Case
- Lo squartatore di New York (1982) (Lucio Fulci)
  - engelsk titel The New York Ripper
- Tenebre (1982) (Dario Argento)
- Giallo alla regola (1988) (Stefano Roncoroni)
  - svensk titel Farligt förvärv (Sverige; visad i SVT 1997)